# Evarcha paralbaria
Evarcha paralbaria är en spindelart som beskrevs av Song D., Chai I. 1992. Evarcha paralbaria ingår i släktet Evarcha och familjen hoppspindlar. Inga underarter finns listade i Catalogue of Life.